# Liutold d'Augsbourg
Liutold ou Liutolf (mort le 25 juillet 996) est le 24e évêque d'Augsbourg de 988 à sa mort.

## Biographie
Un rapport avec Adélaïde de Bourgogne est suspectée.
Liutold fait construire un oratoire dans l'église Sainte-Afre en l'honneur de l'ancien évêque Ulrich et fait campagne pour sa canonisation.
En 991, il permet le transfert de moines de l'abbaye de Tegernsee vers l'abbaye Notre-Dame de Feuchtwangen (de) pour relancer l'activité de ce monastère qui a subi les pillages des Hongrois.
L'évêque Liutold est enterré dans la cathédrale d'Augsbourg en 996.